# Thạch Quải
Thạch Quải (giản thể: 石拐区; phồn thể: 石拐區; bính âm: Shíguǎi Qū) là một khu (quận) của thành phố Bao Đầu, khu tự trị Nội Mông Cổ, Trung Quốc.

### Nhai đạo
- Thạch Quải (石拐街道)
- Đại Phát (大发街道)
- Đại Từ (大磁街道)
- Ngũ Đáng Câu (五当沟街道)
- Bạch Hồ Câu (白狐沟街道)

### Trấn
- Ngũ Đáng Chiêu (五当召镇)